# 1112 dans les croisades
Cette page regroupe les évènements concernant les Croisades qui sont survenus en 1112 : 
- 6 avril : mort de Gibelin de Sabran, légat puis patriarche latin de Jérusalem.
- 21 avril : mort de Bertrand de Toulouse, comte de Tripoli. Son fils Pons lui succède[1].
- 5 décembre : mort de Tancrède de Hauteville, prince régent d'Antioche et prince de Galilée. Roger de Salerne lui succède à Antioche et Josselin de Courtenay en Galilée[2].
- Baudouin Ier, roi de Jérusalem, fait élire Arnoul de Chocques comme patriarche[2].
- Cécile de France, veuve de Tancrède de Hauteville, se remarie avec Pons, comte de Tripoli[3].